# Papiniano di Vita
Papiniano (latino: Papinianus Vitensis; IV secolo – V secolo) è stato vescovo di Vita nella provincia africana di Bizacena, e subì il martirio sotto il re vandalo Genserico, sostenitore dell'arianesimo..
Fu bruciato vivo tra il 430 e il 431 secondo la notizia tramandata dall'Historia persecutionis vandalicae di Vittore di Vita. Questo santo potrebbe essere identificato con il vescovo Pampiniano, di sede sconosciuta, il cui nome si trova nella lista dei partecipanti al concilio del 24 febbraio 418.
Il nome di questo santo è riportato in modo diverso dalle fonti: nei manoscritti di Vittore di Vita è indicato come Pampinianus o Panpinianus; mentre nelle liste del concilio del 418 si trova Papinianus e Papianus.
Floro introdusse il nome di Papiniano nel suo martirologio al 1º dicembre; fu seguito da Adone e Usuardo, che però spostarono la sua festa al 28 novembre.
Il suo elogio si legge nel Martirologio romano al 28 novembre, assieme a Mansueto di Urusi, con queste parole:
(Martirologio romano 2004, p. 912.)